# Ranunculus glacialiformis
Ranunculus glacialiformis Hand.-Mazz. – gatunek rośliny z rodziny jaskrowatych (Ranunculaceae Juss.). Występuje naturalnie w Kaszmirze na pograniczu Pakistanu z Indiami oraz w Chinach (zachodni Syczuan i północno-zachodni Junnan). 

## Morfologia
PokrójBylina o lekko owłosionych pędach. Dorasta do 5–10 cm wysokości.
LiścieSą trójdzielne. Mają okrągło nerkowaty lub okrągło owalny kształt. Mierzą 1–1,5 cm długości oraz 1–1,5 cm szerokości. Są skórzaste. Nasada liścia ma prawie sercowaty kształt. Ogonek liściowy jest nagi i ma 2–5 cm długości.
KwiatySą pojedyncze. Pojawiają się na szczytach pędów. Mają żółtą barwę. Dorastają do 12–18 mm średnicy. Mają 5 eliptycznych działek kielicha, które są owłosione i dorastają do 5–7 mm długości. Mają 5 owalnych płatków o długości 7–9 mm.
OwoceOwłosione niełupki o jajowatym kształcie i długości 1 mm. Tworzą owoc zbiorowy – wieloniełupkę o jajowatym kształcie i dorastającą do 4–5 mm długości.

## Biologia i ekologia
Rośnie na łąkach i trawiastych zboczach. Występuje na wysokości od 4700 do 5000 m n.p.m. Kwitnie od lipca do sierpnia. Preferuje stanowiska w półcieniu. Dobrze rośnie na wilgotnym, próchnicznym i żwirowym podłożu. 